# 土屋忠直
土屋 忠直（つちや ただなお）は、安土桃山時代から江戸時代前期にかけての武将、大名。上総久留里藩の初代藩主。

## 生涯
天正10年（1582年）、「片手千人斬り」で有名な武田氏の家臣・土屋昌恒の長男として生まれる。父は忠直が生まれた年に織田信長・徳川家康連合軍による天目山の戦いで武田勝頼に殉じた。
忠直は母に連れられて駿河国清見寺に逃亡したが、やがて徳川家康の召し出しを受けて家臣となり、徳川秀忠の小姓として仕えるようになる。のちに秀忠の「忠」の偏諱を与えられて、忠直と名乗る。
土屋忠直が幼少であったため、郎党は井伊直政配下として組み込まれた。
天正19年（1591年）、相模において3000石を与えられた。慶長7年（1602年）には上総久留里藩主となり、2万石を与えられた。慶長17年（1612年）3月24日に死去した。享年31。跡を長男の利直が継いだ。

## 富士三保清見寺図屏風
静岡県富士山世界遺産センターが所蔵する17世紀中期の作品とされる金屏風「富士三保清見寺図屏風」（縦123cm、横297cm、六曲一双）は徳川家康が敵将の遺児である土屋忠直を見い出した出会いを描いたものという説がある。「富士三保清見寺図屏風」の左隻には清見寺を太った老爺が訪ねている様子が描かれているが、静岡県富士山世界遺産センターの調査では従者の規模や籠の大きさから、この人物は徳川家康の可能性が高いとしている。